# Mike Epps
Michael Elliot "Mike" Epps (18 de noviembre de 1970) es un comediante stand-up, actor, productor de cine, escritor, cantante y rapero estadounidense. Es conocido por interpretar a Day-Day Jones en Next Friday y la secuela de la secuela, Friday After Next, y también junto a Ice Cube en All About the Benjamins. Fue la voz de Boog en Open Season 2 (la secuela de Open Season), pero fue reemplazado por Matthew J. Munn en Open Season 3.
A partir de 2012, Epps fue el productor ejecutivo en un documental de la vida del exmiembro de Outlwaz, Tupac Shakur, Napoleon: Life of an Outlaw.

## Primeros años
Epps nació como Michael Elliot Epps en Indianápolis, Indiana el 18 de noviembre de 1970 en una gran familia.
La habilidad natural cómica de Epps fue animada en una edad temprana, y comenzó a actuar en stand-ups siendo adolescente. Epps se mudó a Atlanta donde trabajó en el Teatro de Actuación y Comedia, antes de mudarse a Nueva York para protagonizar en Def Comedy Jam en 1995.

## Carrera

### Comedia
Epps comenzó su carrera profesional al unirse a Def Comedy Jam en 1995.

## Vida privada
Epps se casó con Michelle McCain en julio de 2006. La conoció mientras filmaba The Fighting Temptations (en que apareció junto a Cuba Gooding, Jr. y Beyoncé.) McCain tuvo un menor papel en la película, como novia de Epps. 

## Filmografía
| Año  | Título                                                                | Papel                            | Notas         |
| ---- | --------------------------------------------------------------------- | -------------------------------- | ------------- |
| 1997 | Strays                                                                | Mike                             |               |
| 2000 | Next Friday                                                           | Day-Day Jones                    |               |
| 2000 | 3 Strikes                                                             | Adicto a la cocaína              |               |
| 2000 | Bait                                                                  | Stevie Sanders                   |               |
| 2001 | Dr. Dolittle 2                                                        | Sonny                            | Voz           |
| 2001 | How High                                                              | Baby Powder                      |               |
| 2002 | All About the Benjamins                                               | Reggie                           |               |
| 2002 | Friday After Next                                                     | Day-Day Jones/Anciano con arma   |               |
| 2003 | Malibu's Most Wanted                                                  | Presentador de la batalla de rap |               |
| 2003 | The Fighting Temptations                                              | Lucius                           |               |
| 2004 | Still 'Bout It                                                        | Bobby Ray                        |               |
| 2004 | Resident Evil: Apocalypse                                             | L.J.                             |               |
| 2005 | Guess Who                                                             | Taxista                          |               |
| 2005 | The Honeymooners                                                      | Ed Norton                        |               |
| 2005 | Roll Bounce                                                           | Byron                            |               |
| 2006 | The Unsuccessful Thug                                                 |                                  |               |
| 2006 | Something New                                                         | Walter                           |               |
| 2007 | Talk to Me                                                            | Milo Hughes                      |               |
| 2007 | Resident Evil: extinción                                              | L.J.                             |               |
| 2008 | Welcome Home Roscoe Jenkins                                           | Reggie Jenkins                   |               |
| 2008 | Shelly Fisher                                                         | Esquire Jones                    |               |
| 2008 | Hancock                                                               | Criminal                         | No acreditado |
| 2008 | Bigg Snoop Dogg Presents: The Adventures of Tha Blue Carpet Treatment |                                  |               |
| 2008 | Soul Men                                                              | Duane Henderson                  |               |
| 2008 | Open Season 2                                                         | Boog                             | Voz           |
| 2009 | Next Day Air                                                          | Brody                            |               |
| 2009 | The Hangover                                                          | El Doug negro                    |               |
| 2009 | The Janky Promoters                                                   | Jellyroll                        |               |
| 2010 | Love Chronicles: Secrets Revealed                                     | Thomas Black                     |               |
| 2010 | Lottery Ticket                                                        | Reverendo Taylor                 |               |
| 2010 | Ghetto Stories: The Movie                                             | Portero                          | Cameo         |
| 2010 | Faster                                                                | Grone                            |               |
| 2011 | Jumping the Broom                                                     | Willie Earl                      |               |
| 2012 | Sparkle                                                               | Satin                            |               |
| 2012 | Last Friday                                                           | Day-Day Jones                    |               |
| 2012 | "Mac & Devin go to high school"                                       | Mr. Armstrong                    |               |
| 2013 | The Hangover Part III                                                 | El Doug negro                    |               |
| 2014 | Repentance                                                            | Ben Carter                       |               |
| 2016 | Term Life                                                             | Detective Darryl Mosley          |               |
| 2018 | Death Wish                                                            | Dr. Chris Salgado                |               |
| 2018 | Actos de violencia                                                    | Max Livington                    |               |
| 2019 | The Last Black Man in San Francisco                                   | Bobby                            |               |
| 2019 | Dolemite Is My Name                                                   | Jimmy Lynch                      |               |
| 2019 | Troop Zero                                                            | Dwayne Champaign                 |               |
| 2024 | The Underdoggs                                                        | Kareem                           |               |